# Podział administracyjny Wysp Cooka

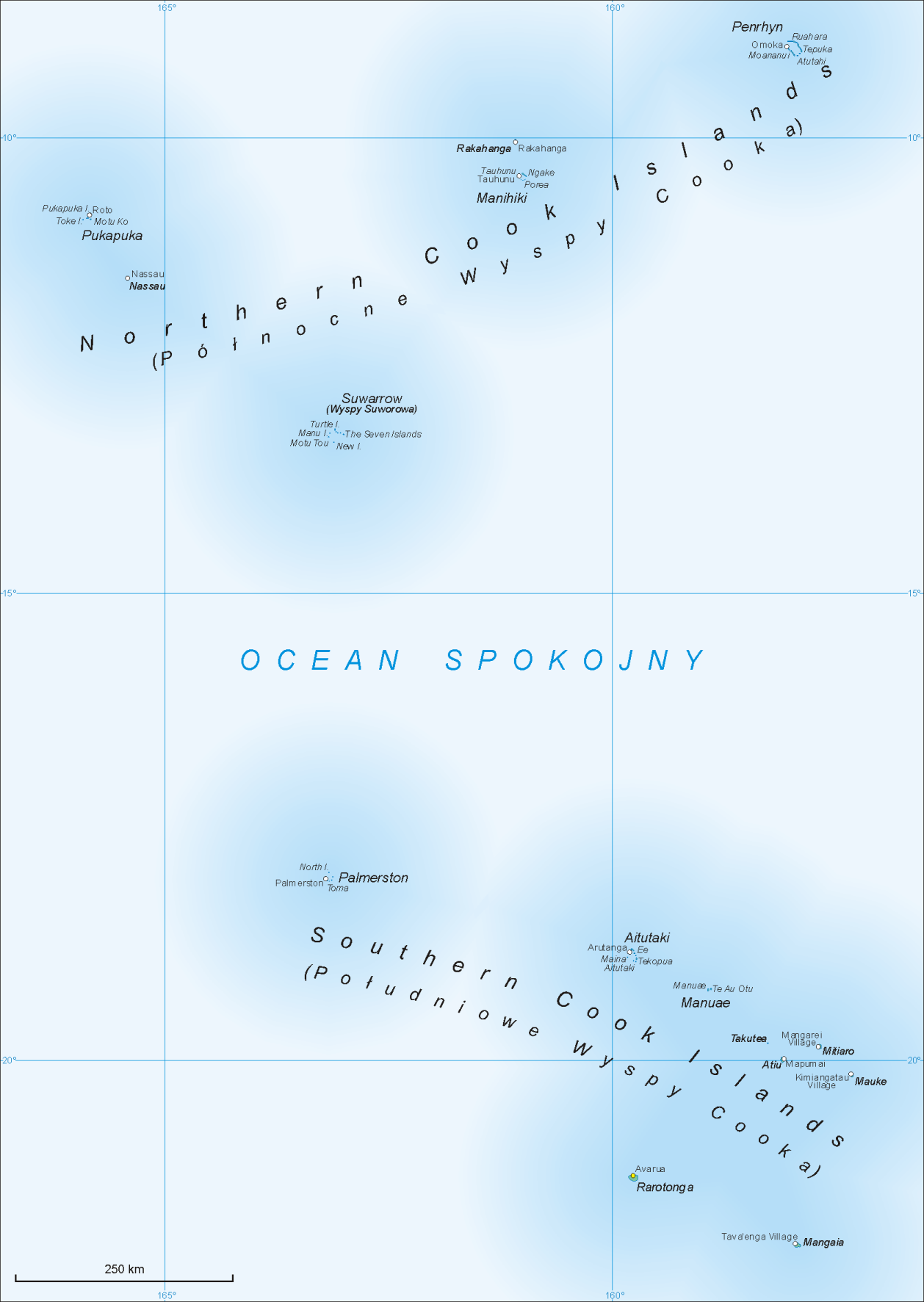
Wyspy Cooka

Wyspy Cooka administracyjnie podzielone są na 12 atoli:
- Aitutaki (obejmuje również Manuae)
- Atiu
- Mangaia
- Manihiki
- Mauke
- Mitiaro
- Palmerston
- Penrhyn
- Pukapuka (obejmuje również Nassau i Wyspy Suworowa)
- Rakahanga
- Rarotonga
- Takutea

## Podział administracyjny II rzędu
Największe atole podzielone są na dystrykty, a te z kolei na wsie (tapere), mniejsze atole dzielą się tylko na wsie.
Aitutaki
- Amuri District
  - Amuri Tapere
  - Punganui Tapere
- Anaunga District
  - Anaunga Tapere
  - Punoa Tapere
- Arutanga District
  - Arutanga Tapere
  - Reureu Tapere
  - Nukunoni Tapere
  - Ureia Tapere
- Avanui District
  - Avanui Tapere
  - Vaipeka Tapere
- Taravao District
  - Taravao Tapere
  - Vaiau Tapere
  - Vaiorea Tapere
- Tautu District
  - Mataotane Tapere
  - Tautu Tapere
- Vaipae District
  - Oako Tapere
  - Vaipae Tapere
- Vaitupa District
  - Taakarere Tapere
  - Vaitupa Tapere

Atiu
- Areora Village (Tapere)
- Mapumai Village (Tapere)
- Ngatiarua Village (Tapere)
- Teenui Village (Tapere)
- Tengatangi Village (Tapere)

Mangaia – podzielona na sześć dystryktów, które następnie dzielą się na 38 tradycyjnych wsi (tapere). Jednak konstytucja Wysp Cooka wymienia tych sześć dystryktów jako tapere. Dystryktami, zgodnie z ruchem wskazówek zegara, oraz tapere są:
- Tava'enga District
  - Tapere of Ta'iti
  - Tapere of Te-rupe
  - Tapere of Maro
  - Tapere of Au-ruia
  - Tapere of Te-mati-o-Pa'eru
  - Tapere of Te-pueu
- Karanga District
  - Tapere of Teia-roa
  - Tapere of Teia-poto
  - Tapere of Teia-pini
  - Tapere of Kaau-i-miri
  - Tapere of Kaau-i-uta
- Ivirua District
  - Tapere of Avarari District
  - Tapere of Te-i'i-maru
  - Tapere of Te-uturei
  - Tapere of Te-ara-nui-o-Toi
  - Tapere of Te-korokoro
  - Tapere of Te-pauru-o-Rongo
- Tamarua
  - Tapere of Maru-kore
  - Tapere of Poutoa-i-uta
  - Tapere of Poutoa-i-miri
  - Tapere of Akaea District
  - Tapere of Te-vai-kao
  - Tapere of Angauru District
  - Tapere of Vaitangi (Pukuotoi)
  - Tapere of Te-vai-taeta-i-uta
  - Tapere of Te-vai-taeta-i-tai
- Veitatei District
  - Tapere of Te-noki
  - Tapere of Te-tuaroa (Te-tukono)
  - Tapere of Te-tuapoto
  - Tapere of Te-tarapiki
  - Tapere of Kaikatu
  - Tapere of Angarinoi
- Kei'a District
  - Tapere of Akaoro
  - Tapere of Tapuata
  - Tapere of Tongamarama
  - Tapere of Te-inati
  - Tapere of Rupetau-i-miri
  - Tapere of Rupetau-i-uta

Manihiki
- Tauhunu Village (Tapere)
- Tukou Village (Tapere)

Manuae – obecnie jest bezludna i administracyjnie stanowi część Aitutaki, historycznie zaś atol ten dzielił się na dwie wyspy:
- Manuae Island
- Te Au O Tu Island

Mauke
- Ngatiarua District (północna część wyspy, dzieli się na 6 tapere)
- Vaimutu District (wschodnia część wyspy, 1 tapere)
- Areora District (południowa część wyspy, dzieli się na 3 tapere)
- Makatea District (zachodnia część wyspy, 1 tapere)

Mitiaro
- Taurangi (dawna wieś)
- Arai i Auta
- Mangarei
- Takaue

Nassau – brak podziału, składa się z jednej wsi, a administracyjnie podlega Pukapuka. Nassau Island Committee jest ciałem doradczym Pukapuka Island Council w zakresie spraw dotyczących wyspy Nassau.
Palmerston

Brak podziału, składa się z jednej wsi.
Penrhyn
- Omoka Village (Tapere)
- Te Tautua Village (Tapere)

Pukapuka
- Ngake Village (Tapere)
- Roto Village (Tapere)
- Yato Village (Tapere)

Rakahanga
- Purapoto Village
- Niteiri Village
- Numahanga Village
- Teruakiore Village
- Matara Village

Rarotonga
- Arorangi District
  - Tapere of Akaoa
  - Tapere of Arerenga
  - Tapere of Aroa
  - Tapere of Inave
  - Tapere of Kavera
  - Tapere of Pokoinu-i-Raro
  - Tapere of Rutaki
  - Tapere of Tokerau
  - Tapere of Vaiakura
- Avarua District
  - Tapere of Areanu
  - Tapere of Atupa
  - Tapere of Avatiu
  - Tapere of Kaikaveka
  - Tapere of Kiikii
  - Tapere of Ngatipa
  - Tapere of Nikao
  - Tapere of Pokoinu
  - Tapere of Puapuautu
  - Tapere of Pue
  - Tapere of Punamaia
  - Tapere of Ruatonga
  - Tapere of Takuvaine
  - Tapere of Tapae-I-Uta
  - Tapere of Tauae
  - Tapere of Tupapa
  - Tapere of Tutakimoa
  - Tapere of Vaikai
- Matavera District
  - Tapere of Matavera
  - Tapere of Nukumea
  - Tapere of Pouara
  - Tapere of Titama
  - Tapere of Vaenga
- Ngatangiia District
  - Tapere of Areiti
  - Tapere of Aremango
  - Tapere of Aroko
  - Tapere of Avana
  - Tapere of Turangi
  - Tapere of Maii
  - Tapere of Ngati Au
  - Tapere of Ngati Maoate
  - Tapere of Ngati Vaikai
  - Tapere of Nukupure (Muri)
  - Tapere of Otake
- Takitumu District (Titikaveka)
  - Tapere of Akapuao
  - Tapere of Arakuo
  - Tapere of Avaavaroa
  - Tapere of Kauare
  - Tapere of Te Puna?
  - Tapere of Te Ruatupa
  - Tapere of Te Tupuna
  - Tapere of Tikioki
  - Tapere of Totokoitu
  - Tapere of Turoa
  - Tapere of Vaimaanga

Takutea – wyspa bezludna, administracyjnie stanowi część Atiu.
Wyspy Suworowa – atol bezludny z wyjątkiem okresowych mieszkańców na Anchorage Island. Administracyjnie stanowią część Pukapuka.